# IC 1990
IC 1990 ist ein Emissionsnebel im Sternbild Taurus. Das Objekt wurde im Jahre 1896 von Vsevolod Stratonov entdeckt, welcher oberhalb der Plejaden einen separaten Nebel beobachtet hat.